# 朝鮮駆魔師
『朝鮮駆魔師』（朝: 조선구마사 - 괴력난신의 시대）は2021年3月22日から2021年3月23日までSBSで放送されていた大韓民国のテレビドラマである。当初は16話で放送予定だったが、歴史歪曲議論により2話で放送し打ち切りとなった。

## 出演
- 太宗：カム・ウソン（朝鮮語版）[3]
- 忠寧大君：チャン・ドンユン[4]
- 譲寧大君：パク・ソンフン